# 大いなる幻影 (1999年の映画)
『大いなる幻影』（おおいなるげんえい、Barren Illusion）は、1999年の日本の恋愛映画。

## ストーリー
2005年。レコード会社を経営しているハル（武田真治）には、ミチ（唯野未歩子）という恋人がいる。二人はお互いを愛しているが、最近は関係がぎくしゃくしている。
友人の音楽家である健二（稲見一茂）が実家に帰ってしまうので廃業することに決めたハルは、たまたま出会った強盗集団に仲間入りし、犯罪に手を染めはじめる。そんな折、ハルとミチは海へデートに向かうが、別れ話が持ち上がり、関係を終わらせることにする。
やがて月日が流れる。ミチは今も郵便局の受付で働いていた。そこへ覆面の強盗が押し入ってくる。ミチが強盗の一人を取り押さえて覆面を外すと、そこには、あの懐かしいハルの顔があった。

## キャスト
- 武田真治
- 唯野未歩子
- 安井豊
- 松本正道
- 稲見一茂
- 億田明子

## 評価
『Variety』のDerek Elleyは本作を「黒沢清版『気狂いピエロ』」と評した。一方、『Film Comment』のChuck Stephensは本作を見て「監督の黒沢清は近未来ディストピアの探索を偏好している」と指摘した。